# Synagoge (Izbica Kujawska)

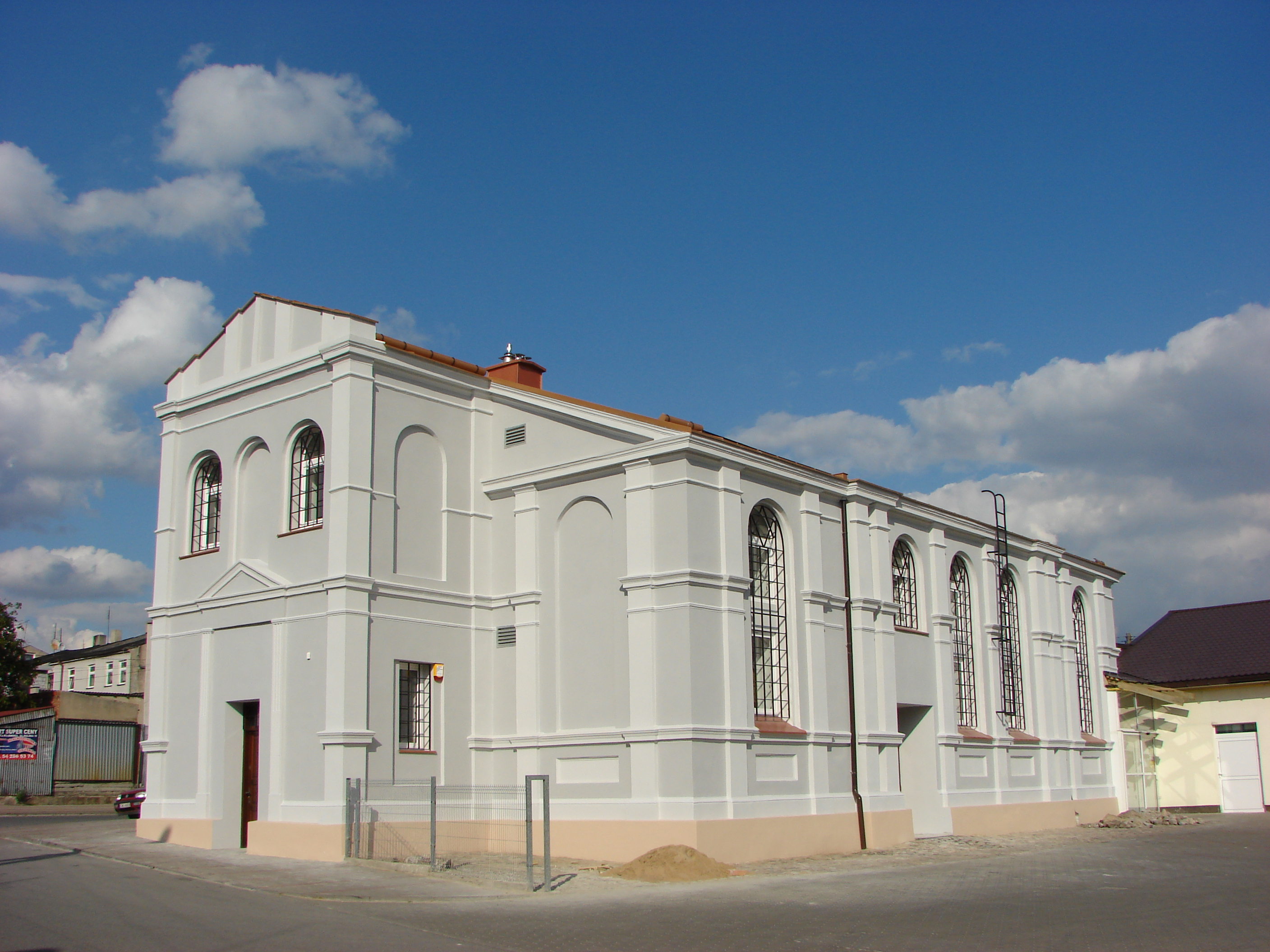
Nach der Renovierung (2014)

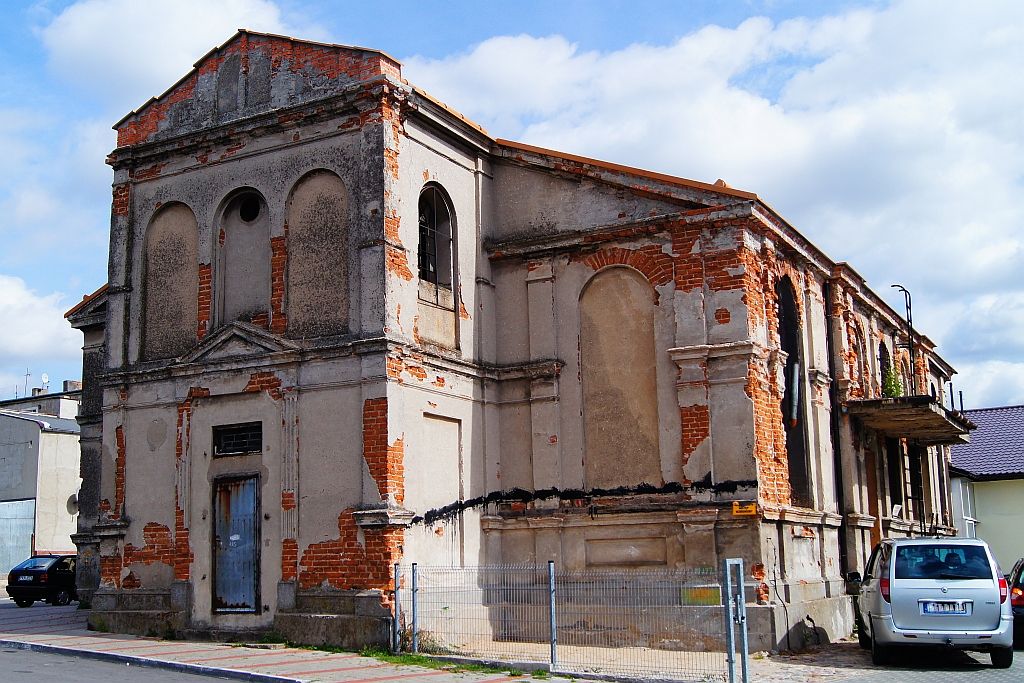
Synagoge in Izbica Kujawska (2012)

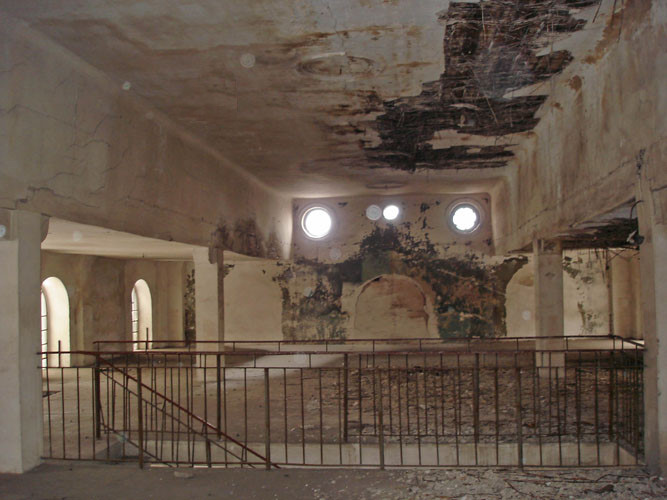
Innenansicht (2007)

Die Synagoge in Izbica Kujawska, einer Stadt in der Woiwodschaft Kujawien-Pommern in Polen, wurde 1880 bis 1895 errichtet. Die profanierte Synagoge an der ulica Kolska 16 ein geschütztes Kulturdenkmal. 
Nach dem Zweiten Weltkrieg wurde das Gebäude als Kaufhaus genutzt. Bis in die 2010er Jahre stand es leer und verkam immer mehr.